# Ivar Lykke (fodboldspiller)
 For alternative betydninger, se Ivar Lykke. (Se også artikler, som begynder med Ivar Lykke)
Ivar Lykke Seidelin Nielsen (født 7. marts 1889 på Frederiksberg, død 9. januar 1955 smst.) var en dansk fodboldspiller og montør.

## Fodboldkarriere
I sin klubkarriere spillede Lykke i KB, som han vandt det danske mesterskab med 1913, 1914, 1917 og 1918.
Lykke debuterede på det danske landshold i en venskabskamp mod England 1911 på QPRs hjemmebane Park Royal i London. Året efter var han en del af det danske hold ved OL 1912 i Stockholm, hvor Danmark efter at have siddet over i første runde mødte Norge i kvartfinalen og vandt her 7-0 med Lykke på holdet. Han spillede ikke i semifinalen, som Danmark vandt med 4-1 over Holland, eller i finalen, hvor Danmark tabte 2-4 til Storbritannien (reelt England) og dermed fik sølv. Han var en af 1910'ernes største spillere i Danmark og var den anden spiller med 25 kamps jubilæum. Hans sidste landskampe kom ved OL 1920 i Antwerpen, hvor Danmark tabte sin kamp i indledende runde til Spanien med 0-1. Han nåede i alt 27 landskampe uden at score; heraf var de 12 sidste som anfører.